# Museu Fenaille
El Museu Fenaille (originalment i en francès Musée Fenaille) és un museu d'història i arqueologia situat a Rodez al Departament francès d'Aveyron.
El museu es va iniciar el 1937 per la voluntat dels membres pioners de la Société des lettres, sciences et arts de l'Aveyron, una societat local de les arts i les lletres que volia crear un museu per poder ajuntar diverses col·leccions existents a la zona. Gràcies al donant Maurice Fenaille el museu està actualment ubicat a l'hôtel de Jouery, al cor del municipi de Rodez.

## Col·leccions
Les col·leccions cobreixen un període que va des del Paleolític fins a l'actualitat. Una part pertany a la societat que el va fundar i d'altra a diversos benefactors locals d'Aveyron.
El museu destaca sobretot per la seva col·lecció d'estàtues-menhir, de referència, que és acompanyada d'objectes quotidians de l'època del Neolític a la Rouergue.
Es conserven sepultures, esculptures, mosaics i d'altres objectes de la vida quotidiana dels Rutens. L'edat mitjana està representada per escultures provinents de diverses esglésies de la regió, així com d'objectes del dia a dia. Del segle xvi i del renaixement es conserven diversos tapissos, vitralls i esculptures, així com el mobiliari d'una casa d'una família burgesa de finals del XVI.

## Visitants
|      | Visitants |
| 2003 | 21 136    |
| 2004 | 20 325    |
| 2005 | 22 229    |
| 2006 | 18 890    |
| 2007 | 22 475    |
| 2008 | 23 463    |